# Neohexostoma thunninas
Neohexostoma thunninas är en plattmaskart. Neohexostoma thunninas ingår i släktet Neohexostoma och familjen Hexostomatidae. Inga underarter finns listade i Catalogue of Life.